# Статична електрика

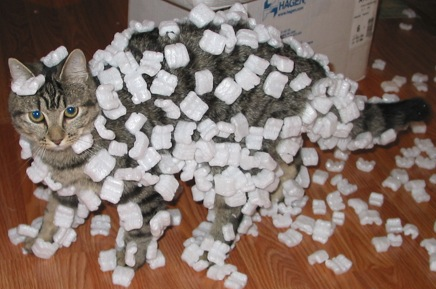
Статична електрика: пінопластові кульки прилипли до котячої шерсті

Статична електрика — це заряди електрики, що накопичуються на виробничому обладнанні, предметах побуту, на тілі чи одязі людини внаслідок контактного чи індуктивного впливу.

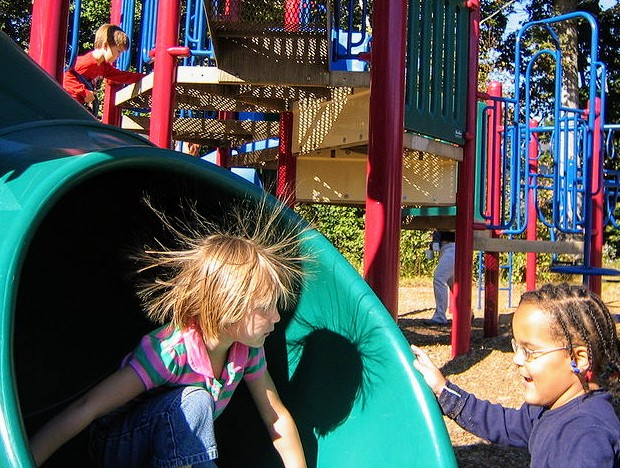
Настовбичене волосся — можливий наслідок накопичення статичної електрики

Статична електрика виникає на діелектриках або на ізольованих від землі провідниках. Найчастіше причиною виникнення надлишкового заряду є трибоелектричний ефект — електризація тертям. Серед інших причин можна назвати п'єзоелектричний ефект, як, наприклад, у кухонних п'єзоелектричних запалках. У піроелектриках статична електрика може виникнути при зміні температури.
При торканні до наелектризованих предметів, людина, тіло якої є непоганим провідником, замикає електричне коло, і її може «вдарити струмом» — електричний струм через тіло людини призводить до мимовільного скорочення м'язів.

## Природа явища
Електризація діелектриків тертям може виникнути при зіткненні двох різнорідних речовин через відмінності атомних і молекулярних сил (через відмінності роботи виходу електрона з матеріалів). При цьому відбувається перерозподіл електронів (в рідинах і газах ще й іонів) з утворенням на дотичних поверхнях електричних шарів з рівними знаками електричних зарядів. Фактично атоми і молекули однієї речовини, що володіють більш сильним тяжінням, відривають електрони від іншої речовини, створюючи вихровий рух іонів середовища, в якому вони знаходяться.
Отримана різниця потенціалів дотичних поверхонь залежить від ряду факторів — діелектричних властивостей матеріалів, значення їх взаємного тиску при зіткненні, вологості і температури поверхонь цих тіл, кліматичних умов. При подальшому поділі цих тіл кожне з них зберігає свій електричний заряд, а зі збільшенням відстані між ними за рахунок виконаної роботи з розділення зарядів, різниця потенціалів зростає і може досягти десятків і сотень кіловольт.
Електричні розряди можуть утворюватися внаслідок деякої електропровідності вологого повітря. При вологості повітря більше 85 % статична електрика практично не виникає.

## Статична електрика в побуті
Статична електрика є невід'ємною частиною повсякденного життя. Якщо, наприклад, на підлозі лежить килим з вовни, то при терті об нього людське тіло може отримати негативний електричний заряд, в той час як килим отримає позитивний. Іншим прикладом може служити електризація пластикового гребінця, що після причісування отримує мінус-заряд, а волосся отримує плюс-заряд. Накопичувачем мінус-заряду нерідко є поліетиленові пакети, полістирольний пінопласт. Накопичувачем плюс-заряду може бути суха поліуретанова монтажна піна, якщо її стиснути рукою.
Електростатичний розряд відбувається при дуже високій напрузі і надзвичайно низьких струмах. Навіть просте розчісування волосся в сухий день може привести до накопичення статичного заряду з напругою в десятки тисяч вольт, проте струм його звільнення буде настільки малий, що його часто неможливо буде навіть відчути. Саме низькі значення струму не дають статичному заряду завдати людині шкоди, коли відбувається миттєвий розряд.
Статичний заряд залежить від вологості повітря. При вологості повітря 65-90 % людина, що йде по килиму, генерує потенціал до 1000 В; якщо сидить на стільці з поліетиленовим покриттям — 1500 В; піднімає зі столу портфель з синтетичного матеріалу — до 1200 В. При вологості 10-20 % значення напруги становлять відповідно 35 000, 18 000 і 20 000 В.

## Статична електрика в промисловості і виробництві

Позначення чутливого до статичних розрядів об'єкту

Позначення матеріалу, що захищає від статичних розрядів

Хоча статичний заряд є цілком безпечним для людини, але такі напруги можуть бути небезпечні для елементів різних електронних приладів — мікропроцесорів, транзисторів та ін. Для деяких виробів мікроелектроніки потенціал в сотні вольт є фатальним. Тому при роботі з радіоелектронними компонентами рекомендується вживати заходів щодо запобігання накопичення статичного заряду.
Більшість статичних розрядів на робочому місці генерує людина. Вважається, що близько 70 % ушкоджень електронних компонентів статичною електрикою викликані ненадійним заземленням персоналу. Відтак, на всіх підприємствах, що займаються виробництвом та ремонтом сучасної електроніки, повинен застосовуватись антистатичний захист.
Для забезпечення ESD-безпеки на робочому місці і у виробничих приміщеннях слід дотримуватися трьох базових правил:
1. Використовувати тільки антистатичні матеріали та інструмент.
2. Забезпечити надійне заземлення всіх «заземлюваних» об'єктів, з яких принципово може стікати заряд через провідники.
3. З робочої зони по можливості видалити діелектричні матеріали, що мають поверхневий опір більше 100 ГОм. Заземлення цих матеріалів за допомогою провідників не дає практичних результатів. У випадках, якщо уникнути їх використання не вдається, в робочій зоні застосовується локальна іонізація повітря.

Для заземлення персоналу використовують індивідуальні антистатичні засоби, наприклад: антистатичні браслети на зап'ястя, антистатичні рукавички та шкарпетки, антистатичне взуття та одяг, антистатичні килимки та накидки на стільці, тощо.

## Позначення
Відповідно до стандарту IEC60417, чорним трикутником з жовтою перекресленою кистю руки позначаються об'єкти, чутливі до впливу розряду статичної електрики.
Цей же символ використовують у ролі попереджувального знаку на табличках і наклейках, що мають жовте поле з чорною лінією по периметру і текстову інформацію.